# Ѝ
Ѝ, ѝ (И з гравісом) — символ, що представляє наголошений варіант звичайної літери ⟨И⟩ в деяких кириличних алфавітах, але жоден (ні сучасний, ні архаїчний) не включає його як окрему літеру.

## Південнослов’янські мови

### Болгарська та македонська мови
Найбільш регулярно використовується в болгарській та македонській мовах, щоб відрізнити коротку форму непрямого об’єкта ⟨ѝ⟩ ('її') від сполучника ⟨и⟩ ('та', 'також'), або рідше, до запобігання двозначності в інших подібних випадках. Коли символ недоступний, символ ⟨ѝ⟩ часто замінюється звичайним ⟨и⟩ (не рекомендується, але все ж є орфографічно правильним) або болгарською буквою ⟨й⟩ (формально це вважається ортографічною помилкою).

### Церковнослов’янська мова
У сучасній (з XVII століття) російській рецесії церковнослов’янської мови ⟨Ѝ⟩ (або будь-який інший голосний з надгробним наголосом) є лише ортографічним варіантом тієї самої літери з акутом, коли використовується як остання буква цього слова.

### Сербська мова
⟨Ѝ⟩ можна додатково використовувати в сербських текстах, щоб показати один із чотирьох можливих тонів наголошеного складу. У таких випадках, як прìкупіти («зібрати») проти прику́пити («придбати більше»), або ìскуп («викуп» «викуп») проти и̏скуп («зустріч»); використання діакритики також може запобігти двозначності. У латинському варіанті сербсько-хорватської письмової системи (так звана Gajevica) усі знаки наголосу / тону однакові, тобто кирилиця ⟨Ѝ⟩ відповідає латині ⟨ì⟩ тощо.

## Східнослов’янські мови
⟨Ѝ⟩ (як і будь-який інший голосний з акутом) можна зустріти в давніших (до перших десятиліть 20 століття) російських та українських книгах як наголошені варіанти правильних (ненаголошених) голосних, таких як російські вина ('вина') проти вина̀ ('вина'). Нещодавно східнослов’янські типографії почали використовувати акут замість могильного наголосу для позначення наголосу: ви́на, вина́.
У східнослов’янських мовах знаки акута необов’язкові. Вони регулярно використовуються лише в спеціальних книгах, таких як словники, букварі чи підручники для іноземців, оскільки наголос дуже непередбачуваний на всіх трьох мовах, тоді як у загальних текстах вони вкрай рідкісні і використовуються в основному для запобігання двозначності у певних випадках або для демонстрації вимова екзотичних слів.
Деякі сучасні російські словники використовують поглинаний наголос для позначення вторинного наголосу в складних словах (з акутом для основного наголосу), наприклад, жизнеспосо́бный [ˌʐɨzʲnʲɪspɐˈsobnɨj] („життєздатний”) (від жизнь [ˈʐɨzʲnʲ] 'життя' та способный [spɐˈsobnɨj ] 'здатний').

## Літера І з акутом
Кириличні ортографії, що мають ⟨І⟩ (так зване "українське І"), можуть використовувати ⟨ì⟩ або ⟨í⟩ як наголошений варіант (у сучасній українській та білоруській мовах, а також у давньоруських чи сербських ортографіях; також церковнослов’янською). Різниця між ⟨ì⟩ та ⟨í⟩ така ж, як і різниця між ⟨ì⟩ та ⟨и́⟩.

## Обчислювальні коди
| Символ                      | Ѝ                                    | Ѝ                                    | ѝ                                  | ѝ                                  |
| --------------------------- | ------------------------------------ | ------------------------------------ | ---------------------------------- | ---------------------------------- |
| Unicode name                | CYRILLIC CAPITAL LETTER I WITH GRAVE | CYRILLIC CAPITAL LETTER I WITH GRAVE | CYRILLIC SMALL LETTER I WITH GRAVE | CYRILLIC SMALL LETTER I WITH GRAVE |
| Encodings                   | decimal                              | hex                                  | decimal                            | hex                                |
| Unicode                     | 1037                                 | U+040D                               | 1117                               | U+045D                             |
| UTF-8                       | 208 141                              | D0 8D                                | 209 157                            | D1 9D                              |
| Числове позначення символів | &#1037;                              | &#x40D;                              | &#1117;                            | &#x45D;                            |